# USS Asheville (PG-21)
Pour les autres navires du même nom, voir USS Asheville.
L'USS Asheville (n ° 21 / PG-21) est une canonnière, navire de tête de sa classe (en) mis en service dans l'United States Navy à la fin de la Première Guerre mondiale. Il est le premier navire de la marine américaine nommé d'après la ville d'Asheville, en Caroline du Nord.
Construit au chantier naval de North Charleston, en Caroline du Sud, sa quille est posée en juin 1918, lancé en juillet 1918 et mis en service en juillet 1920.

## Histoire
L'Asheville commence sa carrière au début des années 1920 dans des missions de projection de puissance en Amérique centrale. L'Asheville navigue ensuite à travers la Méditerranée et l'océan Indien pour rejoindre la flotte asiatique aux Philippines, passant le reste des années 1920 à préserver les intérêts américains en Chine. Entre 1929 et 1931, l'Asheville protège les ressortissants et les biens américains au Nicaragua. Il retourne dans la flotte asiatique et protège les intérêts américains au début de la deuxième guerre sino-japonaise.
En raison des tensions croissantes avec le Japon, l'Asheville rejoint les Philippines à l'été 1941, au cours duquel il effectue des tâches de patrouille locale. Après l'entrée américaine dans la Seconde Guerre mondiale et les attaques japonaises aux Philippines, l'Asheville et la plupart des navires de surface aux Philippines rejoignent Java pour défendre la barrière malaise contre l'avance japonaise. Lorsque la défense alliée s'est effondrée début mars, les autres navires américains ont reçu l'ordre de se replier en Australie. Naviguant seul, l'Asheville a été repéré, attaqué et coulé au sud de Java par une force de surface japonaise composée du croiseur lourd Maya et des destroyers Arashi et Nowaki le 3 mars 1942.

## Décoration
- Second Nicaraguan Campaign Medal
- Yangtze Service Medal
- China Service Medal
- American Defense Service Medal avec l’agrafe « FLEET »
- Asiatic-Pacific Campaign Medal avec une battle star
- World War II Victory Medal
- Philippine Defense Medal (en)